# Чікі Беґірістайн
Айтор Чікі Беґірістайн (ісп. Txiki Begiristain, нар. 12 серпня 1964, Олаберрія) — іспанський футболіст, що грав здебільшого на позиції лівого вінгера, а також нападника. Відомий, зокрема, виступами за «Барселону», «Реал Сосьєдад», а також національну збірну Іспанії. З 28 жовтня 2012 року обіймає посаду спортивного директора англійського клубу Манчестер Сіті.

## Клубна кар'єра
Беґірістайн розпочав футбольну кар'єру в «Реал Сосьєдаді» в 1982 році у 18-річному віці, ввідразу потрапивши до основного складу. Після 16 матчів у своєму першому сезоні за «Реал» він став одним з найважливіших гравців команди під керівництвом Джона Тошака. У фіналі кубка Іспанії 1986-87 йому вдалося забити другий гол у ворота «Атлетіко», а його команда, після 2-2 в основний час, змогла переграти мадридців у серії пенальті.
В сезоні 1987-88 Чікі допоміг «Сосьєдаду» здобути срібні нагороди в чемпіонаті та кубку країни, пропустивши в обох турнірах поперед себе «Барселону». Чарез місяць його, а також Бакеро з Рекарте підписав каталонський клуб.
Беґірістайн дебютував за «Барселону» в переможному домашньому матчі проти «Еспаньйола» — 2-0, і свій перший рік на «Камп Ноу» завершив, провівши 38 ігор, в яких забив 12 голів, два з яких у 9-ти матчах переможної кампанії в Кубку кубків 1988-89. В оточенні інших басків: Бакеро, Субісаррети, Салінаса, Гойкоечеа — він став незамінною частиною тогочасної Dream Team, здобувши багато титулів.
1995 року на фоні поступової втрати своєї значимості для «Барселони», незважаючи на 44 гри та 13 голів за останні 2 сезони, Чікі підписав контракт із «Депортіво», де зустрівся зі старими знайомими Тошаком і Рекарте. В цьому ж році Беґірістайн допомагає своєму новому клубу здобути Суперкубок Іспанії, забивши у виїзному матчі проти мадридського «Реала».

## Титули і досягнення

### Іспанія
- Чемпіон Європи (U-21): 1986

### «Реал Сосьєдад»
- Кубок Іспанії
  - Володар (1): 1986-87
  - Фіналіст (1): 1987-88
- Суперкубок Іспанії
  - Володар (1): 1982

### «Барселона»
- Чемпіонат Іспанії
  - Чемпіон (4): 1990–91, 1991–92, 1992–93, 1993–94
- Кубок Іспанії
  - Володар (1): 1989-90
- Суперкубок Іспанії
  - Володар (3): 1991, 1992, 1994
- Кубок європейських чемпіонів
  - Володар (1): 1991–92
  - Фіналіст (1): 1993–94
- Кубок володарів кубків
  - Володар (1): 1989–90
- Суперкубок Європи
  - Володар (1): 1992

### «Депортіво»
- Суперкубок Іспанії
  - Володар (1): 1995